# Mooi Hing Yau
Mooi Hing Yau (* 5. November 1985) ist eine malaysische Badmintonspielerin. 

## Karriere
Mooi Hing Yau wurde 2006 und 2008 malaysische Meisterin im Damendoppel. Bei ihrem ersten Erfolg startete sie dabei mit Ooi Sock Ai, beim zweiten mit Fong Chew Yen. Bei Weltmeisterschaften erreichte sie 2006 mit Platz 9 ihr bestes Ergebnis.

## Sportliche Erfolge
| Saison    | Veranstaltung                   | Disziplin   | Platz | Name                          |
| --------- | ------------------------------- | ----------- | ----- | ----------------------------- |
| 2005      | Weltmeisterschaft               | Damendoppel | 17    | Ooi Sock Ai / Mooi Hing Yau   |
| 2005/2006 | Malaysia: Einzelmeisterschaften | Damendoppel | 1     | Ooi Sock Ai / Mooi Hing Yau   |
| 2006      | Weltmeisterschaft               | Damendoppel | 9     | Ooi Sock Ai / Mooi Hing Yau   |
| 2007      | Weltmeisterschaft               | Damendoppel | 17    | Mooi Hing Yau / Fong Chew Yen |
| 2007/2008 | Malaysia: Einzelmeisterschaften | Damendoppel | 1     | Mooi Hing Yau / Fong Chew Yen |
| 2008      | Penang Open                     | Damendoppel | 1     | Mooi Hing Yau / Fong Chew Yen |
| 2008      | Malaysia Super Series           | Damendoppel | 9     | Mooi Hing Yau / Fong Chew Yen |
| 2009      | Weltmeisterschaft               | Damendoppel | 17    | Mooi Hing Yau / Fong Chew Yen |